# Yuichi Yoda
Yuichi Yoda (要田 勇一?, Yoda Yuichi; Prefettura di Hyōgo, 25 giugno 1977) è un ex calciatore giapponese, di ruolo attaccante.